# Mathew Makil

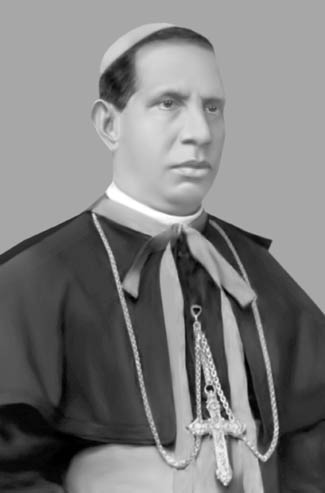
Mar Mathew Makil

Mar Mathew Makil (* 27. März 1851 in Manjoor bei Kottayam, Kerala, Indien; † 26. Januar 1914 in Kottayam) war ein katholischer Titularbischof und Apostolischer Vikar der Vikariate Changanacherry sowie Kottayam, wobei letzteres ausschließlich für die syro-malabarischen Gläubigen der streng endogamen Gruppe der Knananiten errichtet wurde.

## Geschichtlicher Hintergrund
Um 350 zogen 72 Familien von Judenchristen mit ihrem Führer, dem reichen Kaufmann Thomas von Kynai (auch Thomas von Kana), einem Bischof namens Uraha Mar Yousef und mehreren Klerikern aus ihrer persischen Heimat an die Pfefferküste nach Südindien. Kynai oder Kana lag ca. 70 km südlich des heutigen Bagdad. An der Pfefferküste, dem jetzigen Kerala, lebten zu dieser Zeit bereits die aus apostolischer Zeit herrührenden, auf die Missionstätigkeit des Apostels Thomas zurückgehenden Thomaschristen. Auch bei ihnen bestanden starke judenchristliche Traditionen, da der Apostel zunächst unter seinen dort als Gewürzhändler ansässigen Landsleuten missioniert hatte. Die Judenchristen vermischten sich jedoch schnell mit neuen Christen aus der einheimischen Bevölkerung. Die Zuwanderer unter Thomas von Kana, sogenannte Südisten oder Knananiten waren hingegen stark endogam geprägt. Sie befolgten zwar den gleichen ostsyrischen Liturgieritus wie die indischen Thomaschristen, schotteten sich als ethnisch-religiöse Gruppe aber stark von ihnen ab. Sie durften nur untereinander heiraten, hatten ihre eigenen Pfarreien und verkehrten weitgehend nur unter ihresgleichen. So blieb es auch unter der portugiesischen Kolonialherrschaft und bei der späteren Spaltung der gesamten Thomaschristen in einen größeren katholischen und in einen kleineren autokephalen Teil. In beiden Lagern lebten die Knananiten wieder abgesondert und endogam. Die katholischen Knananiten wurden am 29. August 1911 durch Papst Pius X. zum exklusiv für sie errichteten Apostolischen Vikariat Kottayam zusammengefasst. Am 21. Dezember 1923 wandelte Papst Pius XI. dieses Vikariat durch die Apostolische Konstitution Romani Pontifices zur regulären Diözese (Eparchie) um. Papst Benedikt XVI. erhob sie am 12. Mai 2005 zur Erzeparchie.

## Leben und Wirken

### Frühe Jahre

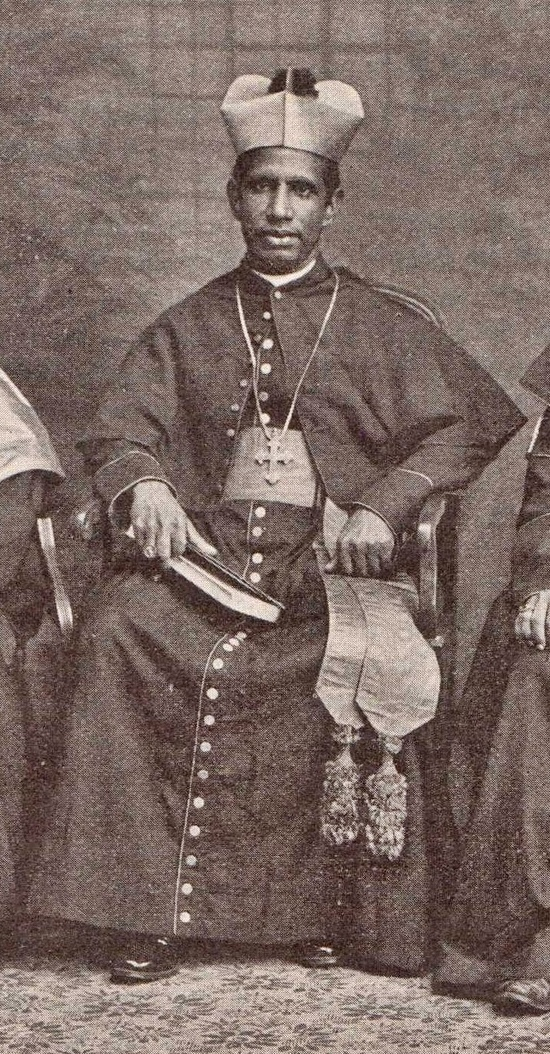
Mar Mathew Makil, 1896

Mathew Makil wurde als dritter Sohn der knananitisch-katholischen Eheleute Thomman and Anna Makil, im Distrikt Kottayam geboren. Sein Onkel, der Geistliche Joseph Makil, führte den Jungen auf den Weg zum Priestertum. Mathew ministrierte ihm in der Hl. Messe und erhielt von ihm auch den ersten religiösen Unterricht. Über ihn kam er 1865 in das vom Seligen Kuriakose Elias Chavara gegründete Priesterseminar der Carmelites of Mary Immaculate im Kloster Mannanam. 1866 wechselte er an das Priesterseminar von Verapoly (jetzt Varapuzha), wo der spätere Bischof Marcellinus Berardi sein Lehrer wurde. Am 30. Mai 1874 erhielt Mathew Makil die Priesterweihe vom Apostolischen Vikar von Verapoly, Erzbischof Leonardo Mellano.
Zunächst lehrte Makil zwei Jahre an den Seminarien von Puthenpally in Erattupetta und in Brahmamangalam, dann kam er als Kaplan und Assistent seines Onkels nach Kaipuzha an die St. Georgs Kirche, einem bedeutenden Zentrum der katholischen Knananiten. Danach wurde Mathew Makil Pfarrer in Edackad und schließlich wieder an der St. Georgs Kirche Kaipuzha, als Nachfolger seines Onkels.
In dieser Zeit berief ihn sein alter Lehrer, Bischof Marcellinus Berardi, der damalige Coadjutor und Sonderbeauftragte für die katholischen Thomaschristen im Apostolischen Vikariat Verapoly, zu seinem Sekretär. Von besonderer Bedeutung für die Berufung war neben den charakterlichen Qualitäten auch die Tatsache, dass Mathew Makil fließend Latein und Englisch beherrschte, da letzteres bei Bischof Berardi, einem Italiener, nicht der Fall war. Der indische Priester führte für den Bischof selbstständig die komplette englische Korrespondenz.
Am 20. Mai 1887 löste Papst Leo XIII. die katholischen Thomaschristen zu ihrer besseren Entwicklung und größeren liturgischen Freiheit, generell aus der lateinischen Jurisdiktion heraus. Er schuf für sie die beiden Apostolischen Vikariate Trichur sowie Kottayam, unter den lateinischen Bischöfen Adolph Edwin Medlycott und Charles Lavigne. Beide Oberhirten standen den Thomaschristen und ihrem Ritus aufgeschlossen gegenüber und bereiteten den Übergang an einheimische Bischöfe vor. Bischof Charles Lavigne in Kottayam ernannte Mathew Makil zum Professor der lateinischen Sprache am Seminar von Brahmamangalam und 1889 zu seinem Generalvikar für die Gruppe der Knananiten unter seinen Diözesanen. In dieser Eigenschaft gründete Makil 1892 den ersten knananitisch-katholischen Schwesternorden, die bis heute existierenden „Sisters of the Visitation of the Blessed Virgin Mary“ (SVM)

### Bischof und Apostolischer Vikar

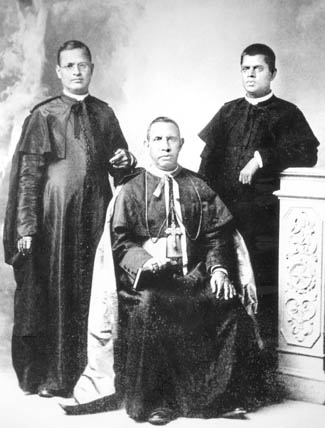
Mar Mathew Makil (mittig) mit seinem Sekretär und späteren Nachfolger Alexander Chulaparambil (rechts), 1911

1896 wurden die beiden Vikariate Kottayam und Trichur in die drei Apostolischen Vikariate Changanacherry, Ernakulam und Trichur umgewandelt und gingen an einheimische Bischöfe über. Bischof Charles Lavigne setzte sich nachhaltig für die Berufung von Mathew Makil als einer dieser neuen indischen Vikare ein. Auch Bischof Berardi hielt Makil für geeignet, da er ein ehrlicher, tüchtiger und demütiger Priester sei. So wurde Mathew Makil am 11. Juni 1896 zum Apostolischen Vikar von Changanacherry ernannt und am 25. Oktober vom Apostolischen Delegaten, Erzbischof Ladislaus Zaleski, in dessen Residenz Kandy (Sri Lanka) zum Titularbischof von Tralles geweiht.
Bischof Makil musste den neuen Sprengel und die bisher mehr oder weniger unterdrückte syro-malabarische Liturgie wieder komplett aufbauen. Er amtierte mit großem Geschick und Eifer. Dennoch kam es immer wieder zu Unmut, da er als Knananit alle katholischen Thomaschristen regierte und nicht nur seine eigene Gruppe. Im April 1911 reiste Makil nach Rom und unterbreitete dem Papst ein Memorandum der drei syro-malabarischen Vikare, mit der Bitte, ein zusätzliches, eigenes Vikariat für die Untergruppe der Knananiten zu schaffen. Daraufhin erließ Papst Pius X. am 29. August 1911 die Apostolische Konstitution In universi christiani, durch die er alle katholischen Knananiten – unabhängig von ihrem Wohnort – zum exklusiv für sie errichteten Apostolischen Vikariat Kottayam zusammenfasste und Bischof Mathew Makil zum ersten Apostolischen Vikar dieser Personaldiözese ernannte.
Im Vikariat Changanacherry setzte Bischof Makil zuvor noch den ihm besonders vertrauten Thomas Kurialacherry zum Generalvikar ein, er wurde von Rom schließlich auch zu seinem dortigen bischöflichen Nachfolger ernannt. Sein Seligsprechungsprozess ist seit 1983 eingeleitet.
Auch in seiner neuen Personaldiözese Kottayam musste Bischof Makil alle Strukturen neu aufbauen. Er war der erste eigene Bischof der katholischen Knananiten und erster Oberhirte der heutigen syro-malabarischen Erzeparchie Kottayam.
Bischof Makil publizierte mehrere religiöse Bücher, u. a. das erste Handbuch der Organisation und Verwaltung von Diözesen des syro-malabarischen Ritus. Er war ein großer Herz-Jesu Verehrer und stand wegen seiner Frömmigkeit und Selbstlosigkeit allgemein im Ruf der Heiligkeit.
Mar Makil starb am 26. Januar 1914 in Anwesenheit seines Bruders, Pfarrer Kunjeppu Makil, sowie seines Sekretärs Alexander Chulaparambil, der auch sein Nachfolger als Apostolischer Vikar von Kottayam und 1923 erster regulärer Bischof dieser Diözese werden sollte.

## Verehrung
Mar Mathew Makil wurde in der St. George Forane Church in Kottayam-Edackat beigesetzt. Sein Grab entwickelte sich zu einer bekannten Pilgerstätte. Im für ihn eingeleiteten Seligsprechungsprozess wurden die Ergebnisse des diözesanen Verfahrens am 26. Januar 2009 in Rom angenommen. Papst Leo XIV. erkannte ihm am 22. Mai 2025 den heroischen Tugendgrad zu.